# أوجوسيراتوبس
الأوچوسيراتوپس (Ojoceratops) هو جنس من الديناصورات السيراتوپية عاش في ما هي الآن نيو مكسيكو بالولايات المتحدة.